# Казацко-польские войны
Национально-освободительные войны Украинского народа. Казацко-польские войны — вооруженные конфликты между Запорожскими казаками и вооруженными силами Речи Посполитой на территориях современной Украины, Беларуси, Польши и Молдовы в конце 16 — середине 18 века.

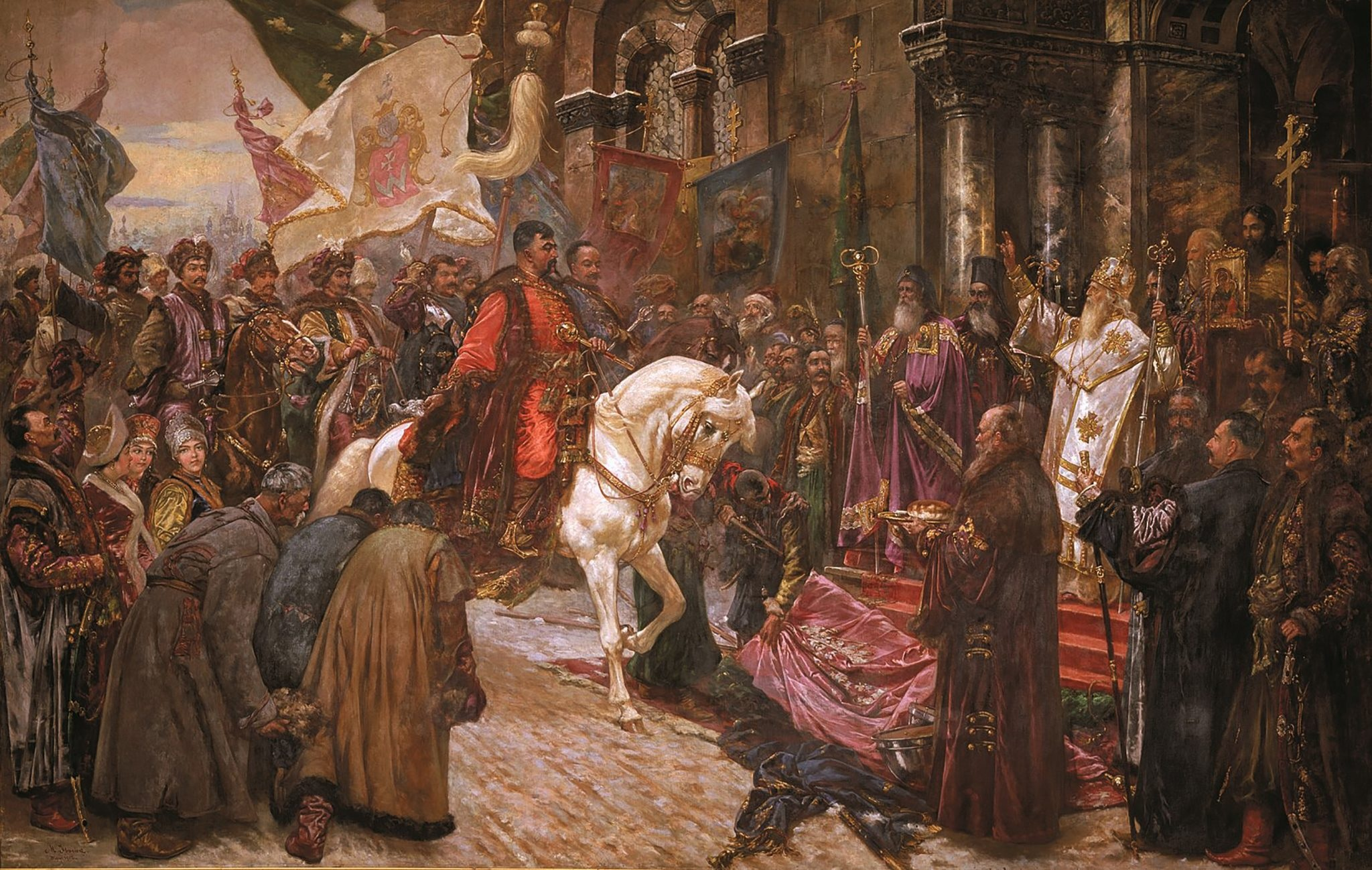
Въезд Богдана Хмельницкого в Киев. Картина Николая Ивасюка, кон. XIX в.

## ВосстанияXVI века
1591-1593 г.
Восстание Косинского — первый эпизод восстания казаков против Речи Посполитой. Конфликт был вызван захватом земель, принадлежащих Косинскому. 23 января 1593 года казаки были разбиты под селом Пятка. Косинский обязался не собирать больше казаков и подписал договор о покорности польскому королю, но, вернувшись в Сечь, нарушил обязательство, и в мае 1593 года попытался взять Черкассы, но в одной из стычек предводитель казацкого войска погиб.
1594-1596 г.
Восстание Наливайко — поводом для восстания послужили события личного характера: польский магнат М. Калиновский отнял землю у отца Наливайко, а когда тот оказал сопротивление, приказал его избить, от чего тот вскоре умер. Вернувшись из похода, Наливайко потребовал от шляхты содержать его казаков, выполнявших, по сути, пограничные обязанности. Получив отказ, казаки начали боевые действия. Концом восстания послужила осада казацкого табора 25 мая 1596 г. Среди восставших начались разногласия, и лидер запорожцев Лобода был убит. После двух недель сопротивления казаки были вынуждены капитулировать. После сдачи, Наливайко подвергся страшным пыткам и был четвертован в Варшаве.

## ВосстанияXVII века
1625 г.
Восстание Жмайло — возникло из-за невыполнений обещаний Польского правительства, которое после Хотинской битвы, не только не выполнило данных казакам обещаний, но и не выплатило надлежащих им денег. Более того, оно уменьшило казацкий реестр. И в нём осталось лишь 3 тысячи казаков. Но после кровопролитных боев около Куруковского озера, дело закончилось компромиссом, и в 1625 г. было подписано Куруковское соглашение.
1630 г.
Восстание Тараса Федоровича — возникло из-за: разбоя польских вояк, возрастания противоречий между реестровыми и нереестровыми казаками и религиозными притеснениями. Восстание охватило: Полтавщину, Киевское Полесье и Запорожье. Решающие бои между повстанцами и польскими войсками произошли под Переяславом (между реками Альтой и Трубеж) в мае 1630 года. Они длились на протяжении 3-х недель. Коронный гетман С. Конецпольский, не видя выхода из создавшего положения, предложил повстанцам начать переговоры. Тем самым было заключено Переяславское соглашение.
1635 г.
Восстание Сулимы — произошло из-за решения сейма Речи Посполитой постановленное «О прекращении казацкого произвола». Вскоре была построена мощная Кодакская крепость, чтобы изолировать Запорожскую Сечь от остальных украинских земель. А также перекрыть главный путь снабжения Сечи провиантом и боеприпасами. В результате восстания казаки взяли под свой контроль: Кодак, Чигирин, Черкассы и Корсунь, но после тяжких боёв, шляхтичи вынудили восставших отступить к Запорожью. Повстанцы очень сильно страдали от голода и холода. В этих условиях, чтобы сломить сопротивление повстанцев, польское командование под видом беглецов от татар подослало к их табору реестровцев. Они должны были разжечь противоречия между казаками. Верные Польше реестровые казаки обманом захватили Сулиму с его помощниками и выдали их полякам, которые их всех казнили в Варшаве.
1637 г.
Восстание Павлюка — началось из-за притеснений казаков поляками. За кротчайший срок восстание охватило: Киевщину, Полтавщину, Черниговщину. Повстанцы захватывали город за городом. Решающая же битва разгорелась 6 декабря 1637 года возле села Кумейки, где казаки потерпели поражение, что поспособствовало отступлению гетмана Павлюка к городку Боровицы. 10 декабря Потоцкий с армией подошёл к Боровицам. Он взял лагерь казаков в осаду. Повстанцам было ясно, что долго продержаться на декабрьском морозе, на ветру, в широком поле, без пищи и боеприпасов, не удастся. Поэтому по требованию поляков, реестровцы схватили и связали своих вождей — Павлюка, Томиленко и ещё нескольких. Деморализованное повстанческое войско приняло условие капитуляции.
1638 г.
Восстание Острянина и Гуни — произошло из-за принятого закона в Польском Сейме — «Ординация Войска Запорожского реестрового, находящегося на службе у Речи Поспослитой». Само восстание было возглавленно выжившими соратниками Павлюка — Карпом Скиданом, Дмитрием Гуней и Яковом Искрой по прозвищу Острянин. За кротчайший срок повстанцы заняли много городов, а также разбили недоброжелателя в нескольких битвах. Но в начале июня 1638 года войска Потоцкого атаковало лагерь Искры. Они смогли в нескольких местах прорвать оборону казаков и захватили несколько пушек. Не надеясь на успешный исход битвы, Остянин с частью казаков форсировали Сулу, и ушли в пределы Русского царства. Оставшиеся же казаки избрали гетманом Гуню и продолжили борьбу. Они смогли отбить атаки поляков и ушли к урочищу Старец, ближе к Днепру. Построили там новый хорошо укрепленный лагерь, который подвергся осаде. Лишь в конце июля, когда кончилось продовольствие и боеприпасы, казаки под давлением части реестровой старшины, пошли на переговоры и сложили оружие. Гуня понимая, что его ждёт жестокая казнь, с частью запорожцев смог прорваться в Запорожье, а затем в пределы России. В конце августа 1638 года Потоцкий в Киеве на раде реестровых казаков провозгласил «Ординацию». На Южной Украине начался жесточайший террор.
1648-1654 г.
Восстание Хмельницкого — было вызвано жестоким феодально-крепостническим, национальным и религиозным гнётом, которому подвергалось украинское население. В середине 40-х гг. 17 века на Украине начался новый подъём народного движения, переросший к 1648 в Освободительную войну, которую возглавил Богдан Хмельницкий. Историки выделяют 4 основных этапа боевых действий в данный период:
• 1 этап — весна 1648 года. Период можно охарактеризовать как удачный по причине резкого подъёма патриотического духа среди населения и успехов казацких войск.
• 2 этап — лето осень 1648 года. Война набирает масштабность и переходит в борьбу крестьян против помещиков иностранного происхождения. Народ требовал восстановить социальную справедливость, которой ему так не хватало.
• 3 этап — боевые действия, которые происходили в основном в районе восточного Подолья. Продлился с 1650 до 1653 года.
• 4 этап — завершение войны, 1654 год. Основные события периода: Совместные походы со шведами против Речи Посполитой. Договор Хмельницкого с Русским царством о переходе земель Гетмащины в состав Русского Царства. Каждый этап войны либо крупное сражение заканчивалось подписанием определённого соглашения между войсками казаков и поляками.